# Zbigniew Górny
Zbigniew Stefan Górny (ur. 6 marca 1948 w Poznaniu) – polski aranżer, dyrygent oraz kompozytor piosenek, muzyki instrumentalnej i filmowej.

## Życiorys
W 1968 ukończył Poznańskie Liceum Muzyczne, a w 1973 otrzymał dyplom na Wydziale Wychowania Muzycznego w Poznańskiej Wyższej Szkole Muzycznej. Następnie studiował przez dwa lata dyrygenturę. Brał udział w programach kabaretu Tey od 1970 roku. Został kierownikiem muzycznym Estrady Poznańskiej i Teatru Nowego w 1973 roku. W 1976 został dyrektorem i dyrygentem Orkiestry PRiTV w Poznaniu i pozostał nim do chwili ustania państwowego mecenatu w 1991. Od tego czasu Zbigniew Górny dyryguje własną firmą promocyjną (Górny Production) i własną orkiestrą (Górny Orchestra).
Jest autorem muzyki do 13 filmów fabularnych i wielu sztuk teatralnych oraz ponad 200 piosenek i kilkudziesięciu utworów instrumentalnych nagranych dla radia i TV. Wraz z orkiestrą brał udział w największych festiwalach piosenki (Krajowy Festiwal Piosenki Polskiej w Opolu, Sopot Festival) i programach TV. Otrzymał Złoty Krzyż Zasługi, Odznaki Honorowe Miasta Poznania, Opola, Konina oraz liczne nagrody za działalność artystyczną. Uhonorowany medalem Ad Perpetuam Rei Memoriam.
Był pomysłodawcą i współautorem „Gali Piosenki Biesiadnej” – wielkiego widowiska artystycznego, zrealizowanego przez program 2 TVP, a mającego na celu popularyzację szeroko ujętej polskiej piosenki rozrywkowej. „Gala” została nagrana w 1995 w Poznaniu i z miejsca zyskała taką popularność, że zaczęły powstawać jej kontynuacje: w 1997 roku „Poprawiny, czyli II Gala Piosenki Biesiadnej” (znana również pod tytułem „Srebrne wesele Dwójki”, ponieważ powstała na 25-lecie programu 2 TVP), następnie „Gala Piosenki Śląskiej”, „Gala Piosenki Włoskiej”, „Gala Piosenki Warszawskiej”, „Gala Piosenki Morskiej”, „Gala Piosenki Wczasowej”, „Gala Piosenki Familijnej”, „Gala Piosenki Żołnierskiej” oraz „Biesiada bez granic”. Pod koniec lat 90. XX w. na antenie TVP2 pojawił się kolejny program Zbigniewa Górnego – „Co nam w duszy gra?”. Był to cykl prezentujący przeboje polskiej i światowej muzyki rozrywkowej w nowych, nieraz zaskakujących aranżacjach. Powstało kilkanaście „odcinków”: na każdą porę roku („Wiosna”, „Lato”, „Jesień” i „Zima”), wydania tematyczne („Przeboje Filmowe”, „Duety Miłosne”) oraz okolicznościowe („Kolędy”, „Sylwester”). Według jego pomysłu powstały także widowiska: „Jubileusz Tercetu czyli Kwartetu”, „Nieznany życiorys Jacka Wójcickiego”, „Śpiewnik Polaka” oraz cykl „Imiennik Dwójki” prezentujący piosenki związane z imionami. Wszystkie te programy są cyklicznie powtarzane na antenach TVP i cieszą się niezwykłą popularnością. Niektóre zostały również wydane na kasetach VHS, płytach CD oraz DVD.

## Dyskografia

### Płyty gramofonowe (LP)
- 1977 – Międzynarodowa Wiosna Estradowa Poznań'77
- 1978 – Poznańska Orkiestra Rozrywkowa PR TV
- 1979 – Omen Dnia
- 1979 – Pop Pulsations (I)
- 1980 – Pop Pulsations II
- 1981 – Match-Ball
- 1982 – Funky Eyes

### Płyty kompaktowe (CD)
- 1990 – Kolędy
- 1993 – Koncert kabaretu OT.TO z orkiestrą Z.Górnego
- 1994 – Gala piosenki biesiadnej
- 1995 – Koronkowe sny
- 1995 – Kraina uŚmiechu
- 1996 – Gala Piosenki Biesiadnej, Mały Biały Domek
- 1996 – Poprawiny czyli II Gala Piosenki Biesiadnej
- 1996 – Gala Piosenki Familijnej
- 1997 – Evergreens
- 1998 – Gala Gal Piosenki Biesiadnej
- 1998 – Gala Piosenki Biesiadnej, Płonie ognisko
- 1999 – Biesiada bez granic

Na płytach Zbigniewa Górnego gościnnie wystąpili i zaśpiewali:
Halina Frąckowiak, Edyta Górniak, Edyta Geppert, Mieczysław Szcześniak, Hanna Banaszak, Andrzej Zaucha, Zbigniew Wodecki, Vox, Lora Szafran, Katarzyna Jamróz, Ewa Bem, Majka Jeżowska, Maryla Rodowicz, Grażyna Łobaszewska, Elżbieta Zającówna, Beata Rybotycka, Bogusław Mec, Krzysztof Tyniec, Adrianna Biedrzyńska, Agnieszka Fatyga, Danuta Błażejczyk, Piotr Schulz, Krystyna Giżowska, Joanna Zagdańska, Ryszard Rynkowski, Tercet Czyli Kwartet: (Hanna Śleszyńska, Piotr Gąsowski, Robert Rozmus, Wojciech Kaleta); zespół Cameleon, Jacek Wójcicki, Kwartet Rampa, Anna Jurksztowicz, Tomasz Grdeń, Young Band, Gang Marcela, Władysław Grzywna, Stasiek Wielanek i jego Kapela, Natalia Kukulska.

## Filmoteka
Jest także autorem muzyki filmowej:
- 1981 – Okno, reż. Wojciech Wójcik
- 1982 – Karate po polsku, reż. Wojciech Wójcik
- 1983 – Magiczne ognie, reż. Janusz Kidawa
- 1985 – Sam pośród swoich, reż. Wojciech Wójcik
- 1986 – Prywatne śledztwo, reż. Wojciech Wójcik
- 1987 – Trójkąt bermudzki, reż. Wojciech Wójcik
- 1990 – Zabić na końcu, reż. Wojciech Wójcik
- 1990 – Femina (film), reż. Piotr Szulkin
- 1991 – Trzy dni bez wyroku, reż. Wojciech Wójcik
- 1992 – Europejska noc, reż. Zbigniew Kamiński
- 1992 – Pierścionek z orłem w koronie, reż. Andrzej Wajda